# Лайла (гора)
Лайла (Лахілі, груз. ლაჰილი) — найвища вершина Сванетського хребта Великого Кавказу з висотою 4008 метрів. У гори є дві вершини — вища південна і нижча північна. Гора утворена осадовими та метаморфічними породами. Район відносно сильно заледенілий, наприклад, з вершин сповзає льодовик Лайла (Лахілі) довжиною 5 км.

## Сходження
Вперше сходження на вершину відбулось в 19 столітті. У 1887 році Джон Кокін зійшов на нижчу північну вершину, а вищу південну у 1891 році підкорив Готфрід Мерцбахер. Класична стежка веде на вершину гори з північного заходу.
4 серпня 2021 сходження на гору здійснила пятирічна Канкрова Олександра з міста Рівне, що робить її наймолодшою альпіністкою України.